# Sant Joan de la Pobla de Mafumet
Sant Joan de la Pobla de Mafumet és un monument del municipi de la Pobla de Mafumet protegit com a bé cultural d'interès local. L'església parroquial de Sant Joan Baptista és un edifici d'estil barroc classicista molt tardà. Al seu interior es conserva una talla romànica de la Verge de Lledó.
Té planta de creu llatina, realitzada en dues etapes. La volta és de canó amb llunetes a la nau central i als braços del transsepte. A l'interior es conserven dos plafons amb les inscripcions 1793 (sagristia) i 1802 (capella de la Verge del Lledó).
L'exterior és força auster. La porta principal, d'arc de mig punt adovellat, és emmarcada per dues pilastres molt planes que sostenen un frontó triangular motllurat, el qual conté una fornícula buida i és coronat per un òcul circular. La teulada és a doble vessant. En un dels costats s'alça el campanar, de torre quadrada en el cos inferior i octogonal en el cos superior. Aquest consta de quatre finestres d'arc de mig punt que contenen les campanes. És coronat per una balustrada i un tercer cos, a manera de gran llanterna, amb finestres d'arc de mig punt i òculs circulars en cadascuna de les cares i coronat per una cúpula semiesfèrica.

## Història
A l'Edat Mitjana l'església de la Pobla fou vicaria sufragània de la parròquia del Codony i per aquest motiu havia de contribuir a les obres de l'església, la rectoria i el fossar del Codony.
Des de l'any 1801, en què fou enderrocada l'antiga ermita de Sant Joan del terme del Vilar del Baró, l'església de la Pobla conserva la imatge romànica de la Mare de Déu del Lledó (segle xiii), patrona de la població.